# Pallacanestro Olimpia Milano 1988-1989
Questa voce raccoglie le informazioni riguardanti la Pallacanestro Olimpia Milano nelle competizioni ufficiali della stagione 1988-1989.

## Stagione

McAdoo in azione con la canotta della Philips Match Line

L'Olimpia, sponsorizzata Philips, affronta la stagione guidata dal confermato coach Franco Casalini.
In Coppa Italia elimina successivamente: Filodoro Brescia, Annabella Pavia, Vismara Cantù arrivando alle semifinali dove viene eliminata dalla Knorr Bologna.
In Coppa Korać elimina al primo turno i finlandesi del Torpan Pojat di Helsinki, successivamente i milanesi vincono il loro girone di quarti di finale vincendo tutte e sei le partite con: Stella Rossa di Belgrado, CAI Saragozza e i belgi del Maes Pils Mechelen. In semifinale affronta Cantù venendo eliminata nel doppio confronto.
In campionato termina la regular season al 5º posto (18 partite vinte su 30). Nei play-off incontra e supera negli ottavi la Irge Desio qualificata dalla serie A2, per due partite a uno, in rimonta. Un netto due a zero permette ai milanesi di superare la Benetton Treviso nei quarti. In semifinale, nella rivincita della finale scudetto della stagione precedente, affronta la Scavolini Pesaro: nella prima partita, disputata a Pesaro, il milanese Meneghin viene colpito da una monetina e deve abbandonare la partita, che viene poi assegnata a tavolino all'Olimpia con il risultato di 2 a 0; nel ritorno a Milano la serie viene chiusa per due partite a zero.
In finale si trova ad affrontare la Enichem Livorno: la serie arriva sul due a due e la quinta, decisiva partita disputata il 27 maggio 1989 a Livorno, conclusasi con la vittoria dell'Olimpia per un punto, rimane da allora nella storia della pallacanestro italiana per l'ultimo, contestato canestro dell'Enichem (che avrebbe significato il sorpasso), realizzo a tempo scaduto. L'Olimpia così conquista il suo 24º scudetto.

## Roster
| Nominativo          | Nazionalità        | Note  |
| ------------------- | ------------------ | ----- |
| Mike D'Antoni       | Stati Uniti Italia | [ 4 ] |
| Roberto Premier     | Italia             |       |
| Riccardo Pittis     | Italia             |       |
| Bob McAdoo          | Stati Uniti        |       |
| Dino Meneghin       | Italia             |       |
| Piero Montecchi     | Italia             |       |
| Davide Pessina      | Italia             |       |
| Albert King         | Stati Uniti        |       |
| Massimiliano Aldi   | Italia             |       |
| Marco Baldi         | Italia             |       |
| Matteo Anchisi      | Italia             |       |
| Bill Martin         | Stati Uniti        |       |
| Alessandro Chiodini | Italia             |       |
| Flavio Portaluppi   | Italia             |       |

All: Franco Casalini,  Italia

## Mercato
Rispetto alla stagione precedente escono dal roster alcuni protagonisti come Fausto Bargna destinazione Torino e l'americano Rickey Brown che va a giocare in Spagna.
Il nuovo americano è l'ex NBA Bill Martin che durante la stagione viene sostituito da Albert King; torna a Milano Marco Baldi mentre esordiscono Matteo Anchisi e Flavio Portaluppi.

## Risultati

### Serie A1

#### Play-off

##### Ottavi di finale
| Milano 16 aprile 1989 Gara-1 | Olimpia Milano | 114 – 116 referto | Aurora Desio | PalaSharp |
| \| \| \| \| \| Montecchi 27 \| Punti \| McNealy 33 \| \| 8 Aldi \| Rimbalzi \| 21 McNealy \| \| Franco Casalini \| Allenatori \| Dido Guerrieri \| |                |                   |              |           |
| |                |                   |              |           |
| Montecchi 27 | Punti          | McNealy 33        |              |           |
| 8 Aldi | Rimbalzi       | 21 McNealy        |              |           |
| Franco Casalini | Allenatori     | Dido Guerrieri    |              |           |

| 20 aprile 1989 Gara-2 | Aurora Desio | 80 – 88 referto | Olimpia Milano |  |
| \| \| \| \| \| McNealy 31 \| Punti \| Montecchi 21 \| \| 8 Meneghin D., Premier \| Rimbalzi \| 13 McNealy \| \| Dido Guerrieri \| Allenatori \| Franco Casalini \| |              |                 |                |  |
| |              |                 |                |  |
| McNealy 31 | Punti        | Montecchi 21    |                |  |
| 8 Meneghin D., Premier | Rimbalzi     | 13 McNealy      |                |  |
| Dido Guerrieri | Allenatori   | Franco Casalini |                |  |

| Milano 22 aprile 1989 Gara-3 | Olimpia Milano | 93 – 84 referto | Aurora Desio | PalaSharp |
| \| \| \| \| \| Premier 24 \| Punti \| McNealy 31 \| \| 8 Meneghin D., Montecchi \| Rimbalzi \| 14 McNealy \| \| Franco Casalini \| Allenatori \| Dido Guerrieri \| |                |                 |              |           |
| |                |                 |              |           |
| Premier 24 | Punti          | McNealy 31      |              |           |
| 8 Meneghin D., Montecchi | Rimbalzi       | 14 McNealy      |              |           |
| Franco Casalini | Allenatori     | Dido Guerrieri  |              |           |

##### Quarti di finale
| Villorba 26 aprile 1989 Gara-1 | Pall. Treviso | 73 – 83 referto        | Olimpia Milano | PalaVerde |
| \| \| \| \| \| Generali 18 \| Punti \| Mc Adoo 30 \| \| 14 Gay \| Rimbalzi \| 8 Meneghin D., Premier \| \| Riccardo Sales \| Allenatori \| Franco Casalini \| |               |                        |                |           |
| |               |                        |                |           |
| Generali 18 | Punti         | Mc Adoo 30             |                |           |
| 14 Gay | Rimbalzi      | 8 Meneghin D., Premier |                |           |
| Riccardo Sales | Allenatori    | Franco Casalini        |                |           |

| Milano 30 aprile 1989 Gara-2 | Olimpia Milano | 92 – 76 referto | Pall. Treviso | PalaSharp |
| \| \| \| \| \| Premier 21 \| Punti \| Iacopini 21 \| \| 10 Mc Adoo \| Rimbalzi \| 13 Gay \| \| Franco Casalini \| Allenatori \| Riccardo Sales \| |                |                 |               |           |
| |                |                 |               |           |
| Premier 21 | Punti          | Iacopini 21     |               |           |
| 10 Mc Adoo | Rimbalzi       | 13 Gay          |               |           |
| Franco Casalini | Allenatori     | Riccardo Sales  |               |           |

##### Semifinali
| Pesaro 6 maggio 1989 Gara-1                                          | V.L. Pesaro | 0 – 2 risultato assegnato per sentenza del giudice sportivo | Olimpia Milano |  |
| \| \| \| \| \| Valerio Bianchini \| Allenatori \| Franco Casalini \| |             |                                                             |                |  |
|                                                                      |             |                                                             |                |  |
| Valerio Bianchini                                                    | Allenatori  | Franco Casalini                                             |                |  |

| Milano 9 maggio 1989 Gara-2 | Olimpia Milano | 85 – 82 referto   | V.L. Pesaro | PalaSharp |
| \| \| \| \| \| Pittis 25 \| Punti \| Magnifico 24 \| \| 11 Mc Adoo \| Rimbalzi \| 8 Magnifico \| \| Franco Casalini \| Allenatori \| Valerio Bianchini \| |                |                   |             |           |
| |                |                   |             |           |
| Pittis 25 | Punti          | Magnifico 24      |             |           |
| 11 Mc Adoo | Rimbalzi       | 8 Magnifico       |             |           |
| Franco Casalini | Allenatori     | Valerio Bianchini |             |           |

##### Finali
| 16 maggio 1989 Gara-1 | Libertas Livorno 1947 | 92 – 79 referto | Olimpia Milano |  |
| \| \| \| \| \| Alexis 26 \| Punti \| 20 Mc Adoo \| \| Carera, Alexis 11 \| Rimbalzi \| 8 Mc Adoo \| \| Alberto Bucci \| Allenatori \| Franco Casalini \| |                       |                 |                |  |
| |                       |                 |                |  |
| Alexis 26 | Punti                 | 20 Mc Adoo      |                |  |
| Carera, Alexis 11 | Rimbalzi              | 8 Mc Adoo       |                |  |
| Alberto Bucci | Allenatori            | Franco Casalini |                |  |

| Milano 20 maggio 1989 Gara-2 | Olimpia Milano | 100 – 81 referto | Libertas Livorno 1947 | PalaSharp (7500 spett.) |
| \| \| \| \| \| Mc Adoo 20 \| Punti \| 18 Fantozzi \| \| D. Meneghin 11 \| Rimbalzi \| 11 Carera \| \| Franco Casalini \| Allenatori \| Alberto Bucci \| |                |                  |                       |                         |
| |                |                  |                       |                         |
| Mc Adoo 20 | Punti          | 18 Fantozzi      |                       |                         |
| D. Meneghin 11 | Rimbalzi       | 11 Carera        |                       |                         |
| Franco Casalini | Allenatori     | Alberto Bucci    |                       |                         |

| 23 maggio 1996 Gara-3 | Libertas Livorno 1947 | 69 – 73 referto  | Olimpia Milano |  |
| \| \| \| \| \| Alexis 20 \| Punti \| 16 King \| \| Alexis 11 \| Rimbalzi \| 10 Mc Adoo, King \| \| Alberto Bucci \| Allenatori \| Franco Casalini \| |                       |                  |                |  |
| |                       |                  |                |  |
| Alexis 20 | Punti                 | 16 King          |                |  |
| Alexis 11 | Rimbalzi              | 10 Mc Adoo, King |                |  |
| Alberto Bucci | Allenatori            | Franco Casalini  |                |  |

| Milano 25 maggio 1989 Gara-4 | Olimpia Milano | 77 – 83 referto              | Libertas Livorno 1947 | PalaSharp |
| \| \| \| \| \| Bob Mc Adoo 23 \| Punti \| 19 Alexis \| \| Mc Adoo 13 \| Rimbalzi \| 11 Flavio Carera, David Wood \| \| Franco Casalini \| Allenatori \| Alberto Bucci \| |                |                              |                       |           |
| |                |                              |                       |           |
| Bob Mc Adoo 23 | Punti          | 19 Alexis                    |                       |           |
| Mc Adoo 13 | Rimbalzi       | 11 Flavio Carera, David Wood |                       |           |
| Franco Casalini | Allenatori     | Alberto Bucci                |                       |           |

| 27 maggio 1989 Gara-5 | Libertas Livorno 1947 | 85 – 86 referto | Olimpia Milano |  |
| \| \| \| \| \| Alexis 32 \| Punti \| 22 Albert King \| \| Tonut A. 8 \| Rimbalzi \| 10 Meneghin D. \| \| Alberto Bucci \| Allenatori \| Franco Casalini \| |                       |                 |                |  |
| |                       |                 |                |  |
| Alexis 32 | Punti                 | 22 Albert King  |                |  |
| Tonut A. 8 | Rimbalzi              | 10 Meneghin D.  |                |  |
| Alberto Bucci | Allenatori            | Franco Casalini |                |  |